# Acrocercops largoplaga
Acrocercops largoplaga là một loài bướm đêm thuộc họ Gracillariidae. Nó được tìm thấy ở Seychelles.